# Agres
Agres es un municipio de la Comunidad Valenciana, España. Situado en el norte de la provincia de Alicante, en la comarca del Condado de Cocentaina. Cuenta con una población de 610 habitantes (INE 2024).

## Geografía
Pueblo de montaña. Está situado entre la sierra de Mariola y la sierra de Agullent, en la zona norte de la provincia de Alicante y sur de la provincia de Valencia, su término delimita ambas provincias. Es pueblo empinado de casco antiguo bien conservado y lleno de fuentes de limpia y buena agua fría.
El clima es fresco, de montaña y la nieve garantizada todos los inviernos. El 6 de enero de 2010 las temperaturas descendieron hasta los -7 °C.
La localidad es accesible por ferrocarril a través de la línea 47 de Renfe Media Distancia, también conocida como línea Valencia-Játiva-Alcoy.

### Localidades limítrofes
Sus límites son: al norte, Agullent, Benisoda y Albaida; al este, Muro de Alcoy y Cocentaina; al oeste, Alfafara y Bocairente; y al sur, Alcoy.

## Historia
Su etimología puede venir del latín “ager” campo o de “agger”, que quiere decir altura o elevación. 
El término de Agres fue habitado por el hombre desde los tiempos remotos. Los yacimientos arqueológicos de la Cueva Beneito (en Muro del Alcoy), la Solana, Carbonell, la Covacha, la cueva del Moro, la cueva de los Pilares, la Muela de Agres, la peña del Águila, el Cabezo de Mariola y la Covalta, se han descubierto restos del hombre paleolítico, 40 000 a 30 000 años antes de Cristo y del Neolítico, 5000 años antes de Cristo. 
El año 76 antes de Cristo, coincidiendo con la época del triunvirato de Julio César, Pompeyo y Graco,  se constata la presencia de los romanos por estas tierras, ejemplo de la romanización de la Valleta de Agres es el yacimiento arqueológico del Cabezo de Mariola, en el que se han encontrado diversas cerámicas romanas, así como monedas del siglo I. 

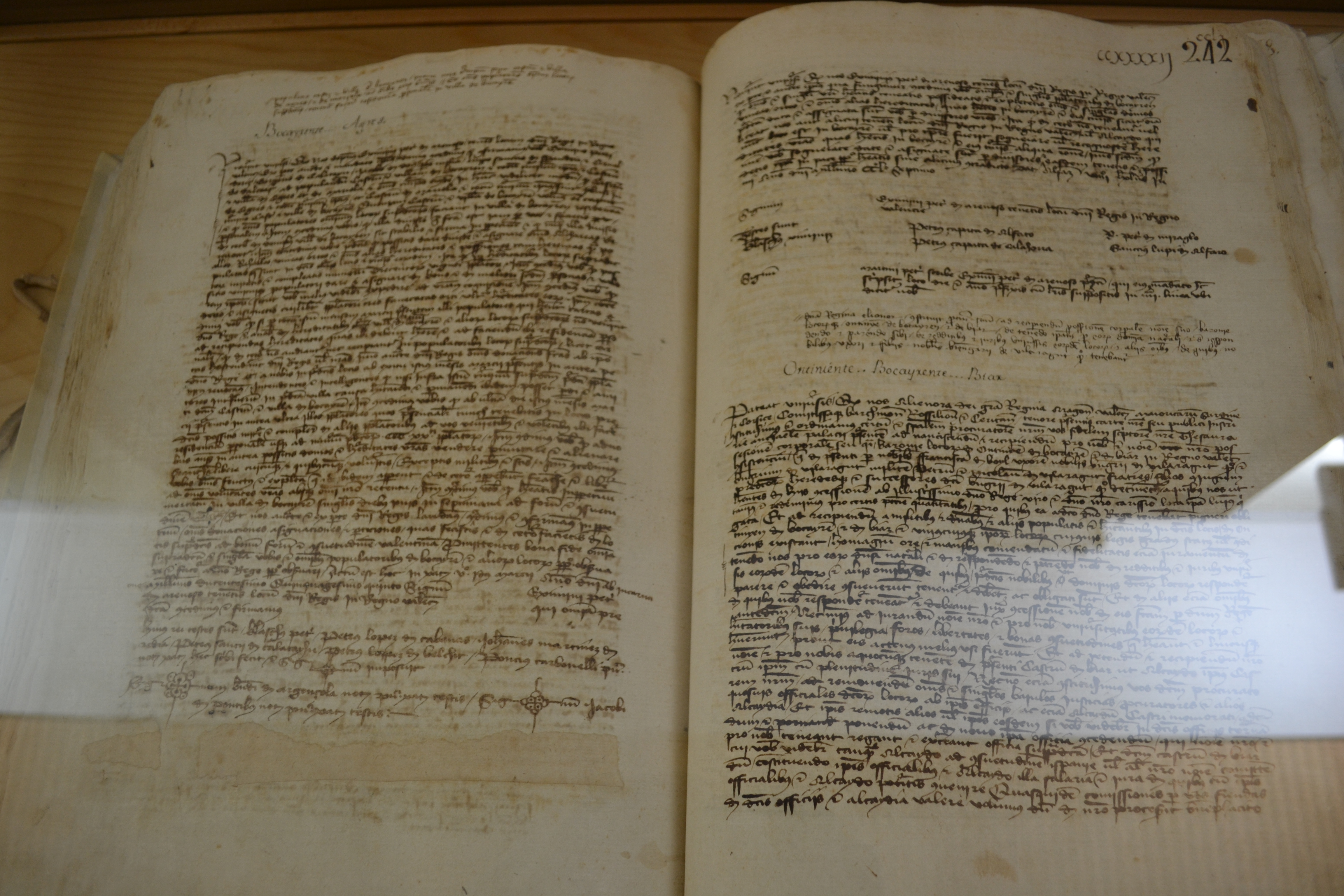
Carta Puebla de Bocairente, Agres y Mariola (1256).

El rey Jaime I el Conquistador a principios del año 1245 conquistó el territorio que comprende la actual Mariola. 
En 1248 se realizó la entrega de las tierras recientemente conquistadas a una serie de pobladores cristianos, en su mayoría aragoneses y catalanes. A Pelegrí Baldoví y cuatro miembros de su familia se entregó unas casas a Agres con 80 jovadas de terreno. 
El 15 de enero de 1388 el rey Juan I "el Cazador" vendió Agres y su castillo a su mayordomo Andreu Guillem Escrivá. En la segunda mitad del siglo XV pasaron al conde de Cocentaina Joan Roís de Corella y más tarde a la familia Calatayud. 
En 1512 figuró como señor Joan de Calatayud, y más tarde quedó vinculada al conde de Cirat, que la poseyó hasta la primera mitad del siglo XIX, cuando quedaron suprimidos los señoríos. 
Agres fue una de las 45 villas de señorío del reino de Valencia y perteneció durante todo el siglo XVIII al conde de Cirat. 
A principios del siglo XX, Agres llega a tener una población de casi 1300 habitantes, la cual empezó a decrecer a partir de los años 40-50 a causa de la no industrialización y por la migración de nuestras gentes a las ciudades industriales del alrededor.

## Geografía humana

### Demografía
Cuenta con una población de 610 habitantes (INE 2024).
| Gráfica de evolución demográfica de Agres entre 1842 y 2021                                                           |
| |
| Población de derecho según los censos de población del INE. Población de hecho según los censos de población del INE. |

### Economía
La economía de Agres es básicamente agrícola de frutos de secano como son las manzanas y los melocotones. Aunque la mayor producción es de almendros y olivares. Cuenta con un taller de madera así como de un joven artesano de esta y forja de hierro y metales. Hay algunas industrias textiles. Hay dos almazaras de aceite y una Cooperativa agrícola.

## Política
|                                               |         |                            |       |         |            |            |
| Elecciones municipales del 24 de mayo de 2015 |         |                            |       |         |            |            |
| Partido                                       | Partido | Candidato                  | Votos | Votos   | Concejales | Concejales |
| Junts per Agres-Compromís                     |         | Josep Manel Francés i Reig | 186   | 48,69 % | 4          | 1          |
| Partido Popular                               |         | María García Pascual       | 133   | 34,82 % | 2          | 1          |
| Partit Socialista del País Valencià-PSOE      |         | Rafael Sanjuan Fernández   | 51    | 13,35 % | 1          | 0          |
| Fuente: Ministerio del Interior (España).     |         |                            |       |         |            |            |

| Periodo   | Nombre                     | Partido                   |
| --------- | -------------------------- | ------------------------- |
| 1979-1983 | Casimiro Barberà Antolí    | UCD                       |
| 1983-1987 | Joaquín Revert Vidal       | AP                        |
| 1987-1991 | Manuel Castro Sala         | AP                        |
| 1991-1995 | Arcadio Navarro Pascual    | PP                        |
| 1995-1999 | Arcadio Navarro Pascual    | PP                        |
| 1999-2003 | Arcadio Navarro Pascual    | PP                        |
| 2003-2007 | Alberto Calatayud Martí    | IpA                       |
| 2007-2011 | Rafael Francés Calatayud   | PP                        |
| 2011-2015 | Josep Manel Francés i Reig | Junts per Agres-Compromís |
| 2015-2019 | Josep Manel Francés i Reig | Junts per Agres-Compromís |
| 2019-2023 | Josep Manel Francés i Reig | Junts per Agres-Compromís |

## Edificios o conjuntos arquitectónicos
- Torre Atalaya. Declarada BIC por Disposición Adicional Segunda de la Ley 16/1985.
- Las fuentes: Las fuentes tienen mucho que ver en la vida y el ser del pueblo: La font del Mig, La Fonteta, La Fuente de Barcheta, La Font del Raval, La Fuente del Azud y la Fuente del Convento entre muchas otras fuera del casco urbano. Recomendamos al visitante un sorbito de agua de cada una de ellas.
- Lavadero público: Conservamos un lavadero público donde algunas mujeres gustan de limpiar allí la ropa.

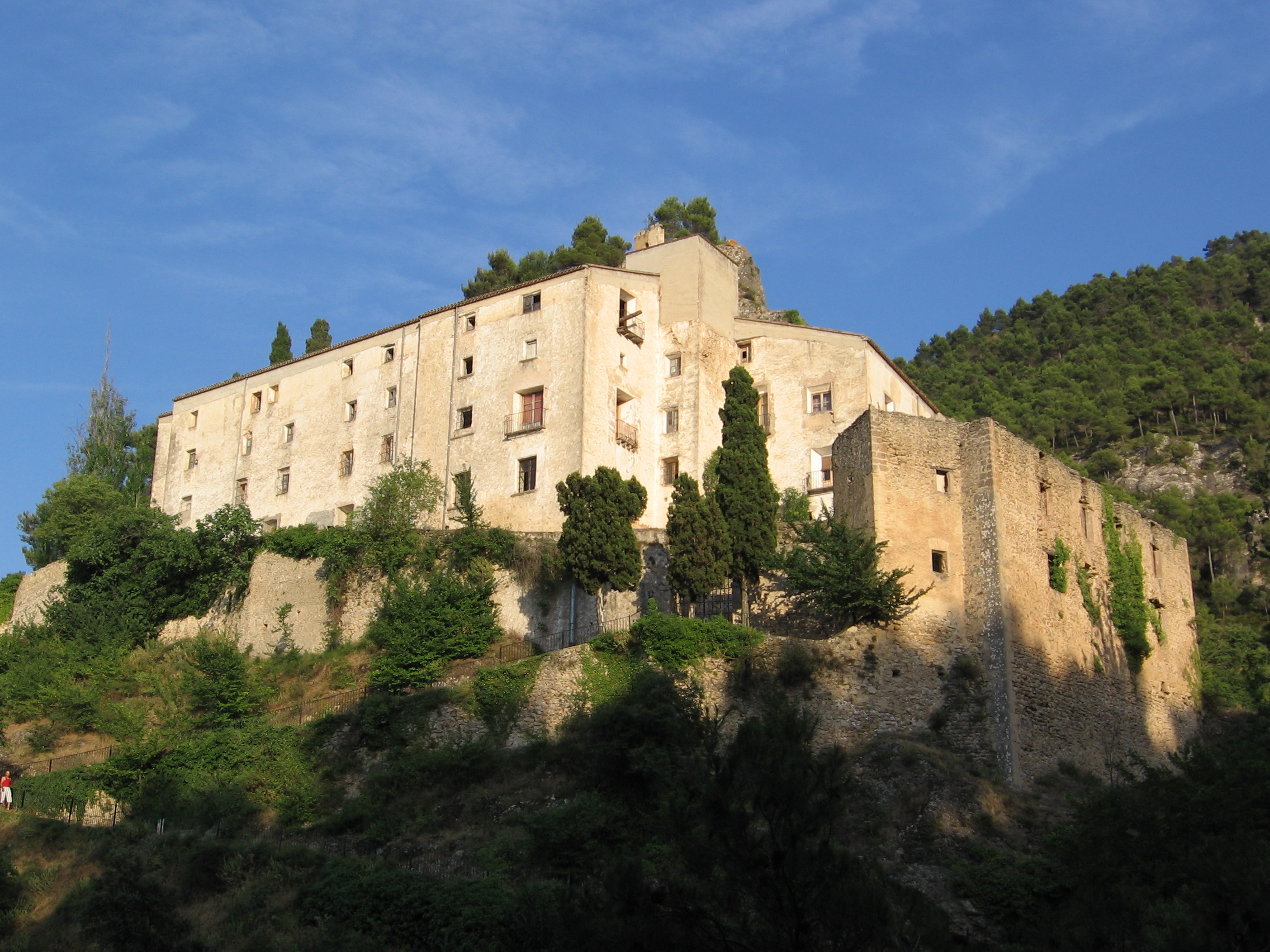
Santuario.

- Santuario de la Virgen del Castillo: Santuario que es la cima del pueblo. Rincón de gran hermosura natural y centro de devoción mariana. Se celebra misa en el Santuario todos los domingos del año a las 12 del mediodía. Y todos los domingos de septiembre llegan numerosas peregrinaciones marianas.
- La Cava Gran: El pozo de nieve o nevero emblema del parque natural de la Sierra Mariola, mal llamado Cava Arquejada, está situado dentro del término municipal de Agres (Provincia de Alicante), data del siglo XV y es uno de los más grandes y en mejor estado de conservación de los situados en las vertientes al norte de las sierras de Aitana, la Carrasqueta y Mariola.

Con unas dimensiones de 14,90 m de diámetro, 12 m de profundidad, 1.960 m³ de capacidad, se mantuvo en uso hasta 1906.

## Paisajes, naturaleza, fauna y flora
La sierra de Mariola es un macizo montañoso situado en el norte de la provincia de Alicante. Su altitud y gran tamaño propician la diversidad de paisajes. Las aguas de sus barrancos y fuentes alimentan los ríos Vinalopó, Serpis, Barxell, etc. La sierra es de gran interés botánico por sus plantas medicinales y aromáticas; por sus masas forestales de pino, con presencia puntual de roble, arce, fresno e incluso tejo (en Agres se encuentra el bosque de tejos más meridional de Europa).
En Mariola se guardaba la nieve que se consumía en La Costera y La Ribera en diversas neveras o cavas: Cava Gran, Cava de Don Miguel, Cava de l'Habitació, Cava del Buitre, etc. Diversos senderos señalizados (Sendero de Gran Recorrido GR-7 y Senderos de Pequeño Recorrido) y dos refugios de montaña facilitan los recorridos por la sierra del Parque natural Archivado el 30 de septiembre de 2010 en Wayback Machine..

## Gastronomía
Platos típicos:
- Arroz caldoso con judías, cardos y nabos.
- El puchero de Navidad con pelota façadura.
- La borreta.
- Las tortas de harina con níscalos o con sardina.
- Arroz al horno.
- Bajoques farcides.

### Bebidas
- Café licor.
- Herberet.

## Fiestas
- Fiestas a Nuestra Señora la Virgen de Agres  (Fiestas a la Mare de Déu d´Agres). Basadas en una tradición que se remonta al 1484, en la cual la Virgen se aparece a un pastor en el interior del castillo de Agres. Según cuenta la historia, esta imagen huyó de un incendio que se declaró en la iglesia de Santa María de Alicante, y la encontró un pastor, que era manco, en el mencionado castillo. Esta es una de las tradiciones más populares tanto en el pueblo de Agres, como en las poblaciones vecinas. Esta fiesta se celebra el primer fin de semana de septiembre con la participación de miles de peregrinos venidos de todos los lugares de nuestra comunidad y resto de España. Destaca la Fila de los pastorcitos (Filà dels Pastorets), custodios de la Virgen de Agres en recuerdo del pastor Gaspar Tomas, al que se le apareció la Virgen devolviéndole el brazo que de pequeño había perdido. Uno de los momentos más emotivos y en el que se concentra más gente, tiene lugar el primer sábado de septiembre a las 8.30 de la mañana. Momento en el que el pastor realiza la conocida “La Embajada del pastocillo (Ambaixà del Pastoret)”, en la cual relata lo ocurrido aquella misma mañana en el castillo de la población.

Uno de los actos más conocidos a nivel cultural que se realiza en nuestra población, es la conocida representación teatral que se realiza el último viernes y sábado del mes de agosto, en la que se revive la vida de Agres y sus costumbres el mismo día de la aparición de la Virgen, es decir, la vida que se vivía en este pueblo y en los alrededores en 1484. Este acto se realiza al aire libre en medio de un lugar privilegiado como es “El Azud” y en la representación colaboran y participan más de un centenar de personajes. Las fiestas están declaradas de Interés Turístico.
- Fiesta patronal de San Miguel. Basadas en una tradición religiosa, se realizan los días 28 y 29 de septiembre. Son unas fiestas dedicadas al patrón del pueblo que estaban perdiéndose y desde hace unos 20 años, están recuperando su esplendor desconocido hasta ahora por el pueblo de Agres, gracias a los festeros de San Miguel.
- Fiesta del almendro de los solteros (maxutxos). Esta fiesta nació un viernes vísperas de Quintos, un grupo de amigos, de dos quintas diferentes la de los nacidos en 1980 y 1981 respectivamente, todos solteros por aquellas fechas, se fueron de fiesta a una localidad cercana, Banyeres, pero con una particularidad, una motosierra en el maletero. Al regresar de fiesta sobre las 4 de la madrugada, anduvieron por el término en busca de algo que cortar, tras debates los días anteriores, entre sí cortar un manzano, una higuera o un olivo, decidieron cortar un almendro de un campo abandonado y lo llevaron a remolque del coche de uno de ellos hasta la plaza, donde lo plantaron.

Como particularidad, ese joven encontró novia, y cada año lo engancha un soltero (maxutxo), con su vehículo particular. 
Así nació esta fiesta que se consolidó en las Fiestas de los Quintos, Se realiza el viernes del fin de semana anterior al miércoles de ceniza.
- Fiesta de los Quintos o del Pino. Basadas en una tradición medieval, por la que la gente del pueblo cuando se acercaba la Cuaresma, tomaba durante 40 horas la autoridad del pueblo y hacían lo que les venía en gana, sin ningún tipo de prohibición. Según parece ser, los señores del pueblo marcaban su territorio en los árboles y la gente lo que solía hacer en esta fiesta era cortar uno de estos árboles al señor para que no pudiera determinar su territorio. Todo esto fue derivando en una fiesta pagana que hoy en día todavía se conserva. Puede ser la fiesta más antigua que se conoce en Agres. Se realizan el fin de semana anterior al miércoles de ceniza.